# 千葉弁
千葉弁（ちばべん）または房総弁（ぼうそうべん）は、千葉県で話されている日本語の方言である。房総地域は西関東方言（東京方言・埼玉弁など）と東関東方言（茨城弁・栃木弁など）の移行地域であり、北西部では江戸言葉の影響を強く受けているなど、隣接地域と区別されるような顕著な特徴は見出しにくい。県内の方言のまとまりも薄いため、「千葉弁」ないし「房総弁」として括られることは少なく、千葉県内の諸方言をまとめて指す便宜的な呼称という面が強い。北西部の東京通勤圏では、首都圏方言が広がって伝統的な方言はほとんど姿を消している。

## 区分
西関東方言に分類されるが、方言学者の飯豊毅一は、千葉県の方言を埼玉県東部などとともに「東南部関東方言」とし、音韻の面で東関東方言と相通じる面を持つとしている。北西部や都市部の40代以下の層では首都圏方言が主体となっている。
- 房州弁・・・房総半島南部で広く話されている方言。
- 東総弁・・・房州弁と茨城弁の中間的な方言で、主に北東部で使われる。
- 野田弁・・・野田市周辺の方言。茨城弁と連続し、無アクセント。埼玉県東部で話される葛飾方言に含まれることもある。

## 発音
アクセントは北部と南部は中輪東京式アクセント、中部は中輪東京式アクセントの変種、野田市付近が無アクセントである。千葉県中部のアクセントは、中輪東京式アクセントを基にして、アクセント型が広母音（a,e,o）か狭母音（i,u）かによる制限を受けたものであり、裏日本的音韻体系をもつ方言に特徴的な現象である。
全県的にイとエの混同、イ段・ウ段の中舌化があり、北部にはカ行・タ行の濁音化もあり、東北方言的特徴を持つ。またガ行鼻濁音は北部のみにみられる。南部ではカ行子音の脱落が聞かれる（例：「かかと」→「かあと」）。

## 主な文法
関東方言（西関東方言・東関東方言）に広く共通する特徴がみられるが、どちらかというと東関東方言に属す要素が多い。例えば推量は北西部を除き「だんべー」ではなく「だっぺ」や「だべ」を用いるほか、北東部では方向を表す「へ」に「さ」を用いることがある。内房南部では形容詞連用形の語幹形が存在する。